# نلسونویل (اوهایو)
نلسونویل(به انگلیسی: Nelsonville) شهری در ایالت اوهایو کشور ایالات متحده آمریکا است که جمعیت آن در سرشماری سال ۲۰۱۰ میلادی، ۵٬۳۹۲ نفر بوده‌است.